# Списък с художници от Хъдсън ривър
Това е непълен списък на художници от Хъдсън ривър. Хъдсън ривър е американско художествено движение от средата на 19 век, съставено от група пейзажисти, чийто естетически възгледи са повлияни от Романтизма. Картините, заради които движението получава името си изобразяват долината на река Хъдсън, планините Кетскил, Адирондак и Уайт маунтинс.

## Списък
| Име                     | Портрет            | Известно произведение | Роден             | Починал           | Описание |
| ----------------------- | ------------------ | --------------------- | ----------------- | ----------------- | --- |
| Чарлс Бейкър            |                    |                       | 1839              | 1888              | Американски пейзажист, който рисува идилични пейзажи на американската пустош и гледки от Уайт маунтинс в Ню Хемпшир. Излага свой произведения в Националната академия за дизайн в периода 1839 – 1873, а през 1847 и в Американския художествен съюз. Той е силно повлиян от Томас Коул и също като него рисува в романтичен стил, силно свързан с естетиката на Коул. Той е един от основателите на известно художествено училище в Ню Йорк. |
| Алберт Бийрщат          |                    |                       | 7 януари 1830     | 18 февруари 1902  | Американски художник от немски произход, известен с мащабните си пейзажи на американския запад. В процеса на работата си, Бийрщат взема участие в няколко експедиции за опознаването на запада. Въпреки че не е първият художник изобразил тези места, Бийрщат е най-значимият от всички през втората половина на 19 век. |
| Джон Уилям Касилиър     |                    |                       | 25 юни 1811       | 17 август 1893    | Гравьор, който започва да се занимава с рисувае благодарение на Ашър Дюранд. |
| Фредерик Едуин Чърч     |                    |                       | 4 май 1826        | 7 април 1900      | Ученик на Томас Коул, Чърч става централна фигура в Хъдсън ривър. Посветен на природните сцени, той винаги се опитва да „включи и духовното измерение в творбите си“. |
| Томас Коул              |                    |                       | 1 февруари 1801   | 11 февруари 1848  | Всепризнат като основател на Хъдсън ривър, Коул рисува картините си близо до дома с в Кетскил. |
| Самюъл Колман           |                    |                       | 4 март 1832       | 26 март 1920      | Преподавател в Националната академия за дизайн, чийто картини показват влиянието на движението Хъдсън ривър. Смята се, че е под силното влияние на Ашър Дюранд. |
| Джаспър Франсис Кропси  |                    |                       | 18 февруари 1823  | 23 април 1900     | Част от първото поколение от Хъдсън ривър, той рисува есенни пейзажи, които смайват публиката със смелостта и великолепието си. Като творец, той смята, че пейзажите са най-висшата форма на изкуството и че природата е неизразима проява на Господ. |
| Томас Даути             |                    |                       | 19 юли 1793       | 22 юли 1856       | Първият американски художник, който работи само като пейзажист. Придобива популярност благодарение на уменията си и на факта, че американите насочват вниманието си към пейзажа. |
| Ашър Браун Дюранд       |                    |                       | 21 август 1796    | 17 септември 1886 | Гравьор, който впоследствие започва да рисува пейзажи. Отличава се с детайлното изобразяване на дървета, скали и шума, особено в шедьовъра си „Сродни души“. Освен това той е ментор на много други млади художници. |
| Робърт Дънкансън        |                    |                       | 1821              | 21 декември 1872  | Афроамерикански художник от годините преди и по време на Гражданската война в САЩ. Пейзажите му са повлияни от Хъдсън ривър. |
| Санфорд Робинсън Гифорд | Sanford R. Gifford |                       | 10 юли 1823       | 29 август 1880    | Една от водещите фигури в движението Хъдсън ривър. Пейзажите му се отличават с подчертаването върху светлината и атмосферните условия, заради което той е смятан за пионер на Луминизма. |
| Деймс Макдугъл Харт     |                    |                       | 10 май 1828       | 24 октомври 1901  | Американски художник от шотландски произход, Харт рисува природни и стадни пейзажи. По-големият му брат, Уилям Харт също е част от движението, като двамата рисуват на сходни теми. Тяхната сестра Джули Харт Биърс (Кемпсън) също е част от Хъдсън ривър. |
| Уилям Харт              |                    |                       | 31 март 1823      | 17 юни 1894       | Американски художник от шотландски произход, Харт рисува природни и стадни пейзажи. По-малкият му брат Деймс Макдугъл Харт също е част от движението, като двамата рисуват на сходни теми. Уилям Харт е ученик на Жул Жозеф Лефевр. |
| Уилям Стенли Хезълтин   |                    |                       | 11 юни 1835       | 3 февруари 1900   | Американски художник, който се свързва с Хъдсън ривър и Луминизма. До 1859 се установява в сградата на 10-а улица в Ню Йорк, където се намират много студиа на прочути пейзажисти; в същата сграда свои студиа имат Фредерик Едуин Чърч, Алберт Бийрщат и Уортингтън Уитредж (с последните двама Хезълтин се сприятелява в Европа). |
| Мартин Джонсън Хийд     |                    |                       | 11 август 1819    | 4 септември 1904  | Плодотворен художник, който рисува на различни теми, включително и пейзажи. Има разнопосочни мнения относно това дали Хийд е част от движението Хъдсън ривър или е само частично повлиян от него. Независимо от отговора, Хийд се е познавал и е бил приятел с много от художниците от движението, включително с Чърч. |
| Херман Отомар Херцог    |                    |                       | 15 ноември 1831   | 6 февруари 1932   | Немски пейзажист, който се премества в Пенсилвания и рисува из всички щати. Смятан е за част от Хъдсън ривър, но рисува по-реалистични и по-малко драматични пейзажи от Бийрщат или Чърч. |
| Томас Хил               |                    |                       | 11 септември 1829 | 30 юни 1908       | Роден в Англия художник, който се премества в САЩ на 15-годишна възраст. Рисува многобройни пейзажи в Калифорния, по-конкретно в долината Йосемити, както и в Уайт маунтинс в Ню Хемпшир. |
| Дейвид Джонсън          |                    |                       | 1827              | 1908              | Част от второто поколение творци от движението. Учи известно време в Националната акдемия за дизай и с Джаспър Франсис Кропси. Заедно с Джон Фредерик Кенсет и Джон Уилям Касилиър са водещи фигури в Луминизма. |
| Джон Фредерик Кенсет    |                    |                       | 22 март 1816      | 14 декември 1872  | Кенсет е най-известен с пейзажите си на Ню Йорк и Нова Англия и морските си пейзажи на Ню Джърси, Лонг Айлънд и Нова Англия. Най-свързан е с второто поколение на Хъдсън ривър. |
| Джарвис Макенти         | Jervis McEntee     |                       | 14 юли 1828       | 27 януари 1891    | По-слабо известен представител на движението. |
| Томас Моран             |                    |                       | 12 февруари 1837  | 25 август 1926    | Визията на Моран оказва решаващо влияние за създаването на Националния парк „Йелоустоун“. Четката и моливът му са уловили великолепието и са документирали необикновения терен и природните богатства на Йелоустоун. |
| Робърт Уолтър Уиър      |                    |                       | 18 юни 1803       | 1 май 1889        | Става част от Националната академия за дизайн през 1829 г., с което се присъединява и към Хъдсън ривър. В продължение на 22 години (1832 – 1874) е инструктор във Военната академия на САЩ. |
| Уортингтън Уитредж      |                    |                       | 22 май 1820       | 25 февруари 1910  | Американски художник, сред най-популярните на своето време, той е приятел с водещите фигури от Хъдсън ривър като Алберт Бийрщат и Санфорд Робинсън Гифорд. Председателства Националната академия за дизайн в периода 1874 – 1875. |

|  | Тази страница частично или изцяло представлява превод на страницата List of Hudson River School artists в Уикипедия на английски. Оригиналният текст, както и този превод, са защитени от Лиценза „Криейтив Комънс – Признание – Споделяне на споделеното“, а за съдържание, създадено преди юни 2009 година – от Лиценза за свободна документация на ГНУ. Прегледайте историята на редакциите на оригиналната страница, както и на преводната страница, за да видите списъка на съавторите. ВАЖНО: Този шаблон се отнася единствено до авторските права върху съдържанието на статията. Добавянето му не отменя изискването да се посочват конкретни източници на твърденията, които да бъдат благонадеждни. |